# Zigfrīds Anna Meierovics
Zigfrīds Anna Meierovics, född 5 februari (gamla stilen: 24 januari) 1887 i Durbe, Kurland, död 22 augusti 1925 vid Tukums (trafikolycka), var en lettländsk politiker. 
Meierovics studerade vid Polytechnikum i Riga och blev därefter lärare i bokföring och banktjänsteman. Han representerade 1917 staden Riga i allryska stadsförbundet för livsmedelsleveranser till ryska nordfronten samt sändes samma år av lettiska nationalrådet i Valka till utlandet som medlem av en delegation med uppgift att bedriva propaganda för Lettlands självständighet. 
Meierovics blev 1919 utrikesminister i Kārlis Ulmanis ministär och bildade juni 1921 själv ministär, med bibehållande av utrikesportföljen. Hans ministär avgick i januari 1924; i december samma år blev han åter utrikesminister. Han arbetade som ledare av Lettlands utrikespolitik för ett gott förhållande till Frankrike och Storbritannien samt vänskaplig grannsämja med Polen.